# 국제상법
국제상법(國際商法, international commercial law)은 상사에 관한 국제사법이다. 즉, 사상에 관한 이른바 법률의 저촉을 해결하는 법률이다. 국제의 상업적 거래, 비즈니스 거래와 관련한 법적 규정, 조약, 관습 등을 가리킨다. 한 국가를 넘어선 요소가 수반되는 경우 거래에 국제적 성격이 있다고 간주된다.

## 같이 보기
- 국제법
- 해양법
- 유엔
- 국제사법위원회
- 유엔 국제 무역법 위원회
- 국제 물품 매매 계약에 관한 유엔 협약
- 유엔 국제 무역법 위원회